# John Taylor (medico)
John Taylor (Norwich, 16 agosto 1703 – Roma o Praga, 16 novembre 1770 o 6 giugno 1772) è stato un medico oculista inglese.

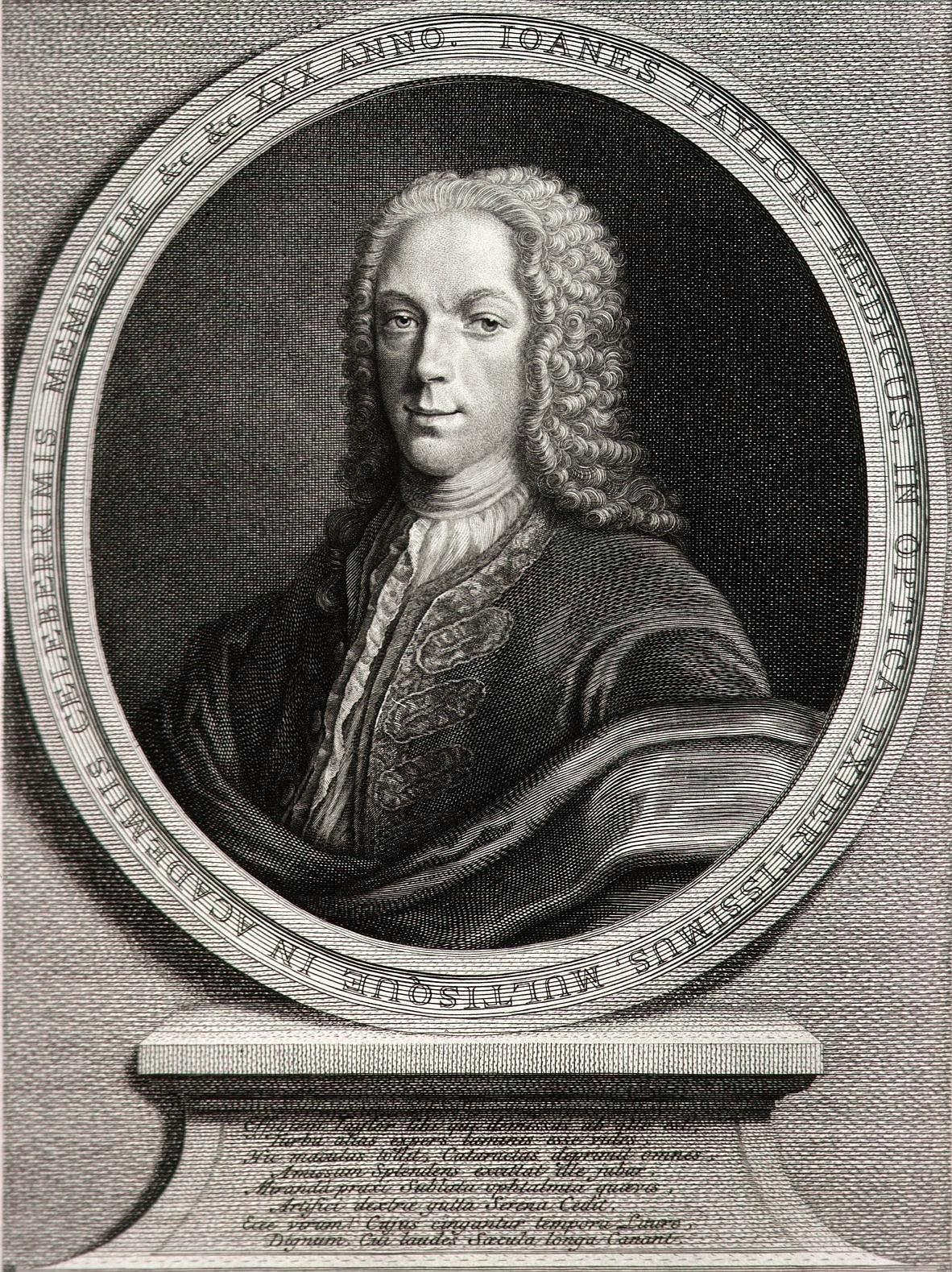
John Taylor, 1735.

Esperto in interventi chirurgici per la cura della cataratta, John Taylor visitò gran parte dell'Europa come medico ambulante e operò migliaia di persone nell'arco di circa quarant'anni. Nonostante possedesse una buona manualità e fosse un uomo di vasta cultura, Taylor passò alla storia principalmente per i danni che provocò.
Lo studioso Richard Zegers lo definì «una rara combinazione fra un uomo di seria scienza e un ciarlatano nella pratica quotidiana».

## Biografia

### I primi anni
Nato nel 1703 da una famiglia di medici, John Taylor iniziò a lavorare nel 1722 come apprendista in una farmacia di Londra. Successivamente studiò con William Cheselden presso il St.Thomas Hospital, dedicando particolare attenzione alle malattie degli occhi. Tornò al suo paese natale ed esercitò per breve tempo la professione di chirurgo e di oculista, ma, nel 1727, decise di diventare un medico ambulante.
Nel 1733 si laureò in medicina a Basilea, entrando a far parte del collegio dei medici di quella città. Seguì inoltre alcuni corsi tenuti da Hermann Boerhaave a Leida e da Jean-Louis Petit a Parigi. L'anno seguente, dopo aver conseguito ulteriori lauree in medicina presso le università di Liegi e di Colonia, fece ritorno a Londra. Nel 1736 divenne oculista del re Giorgio II di Gran Bretagna, continuando però a svolgere la professione medica in maniera itinerante in giro per l'Europa.

### La maturità

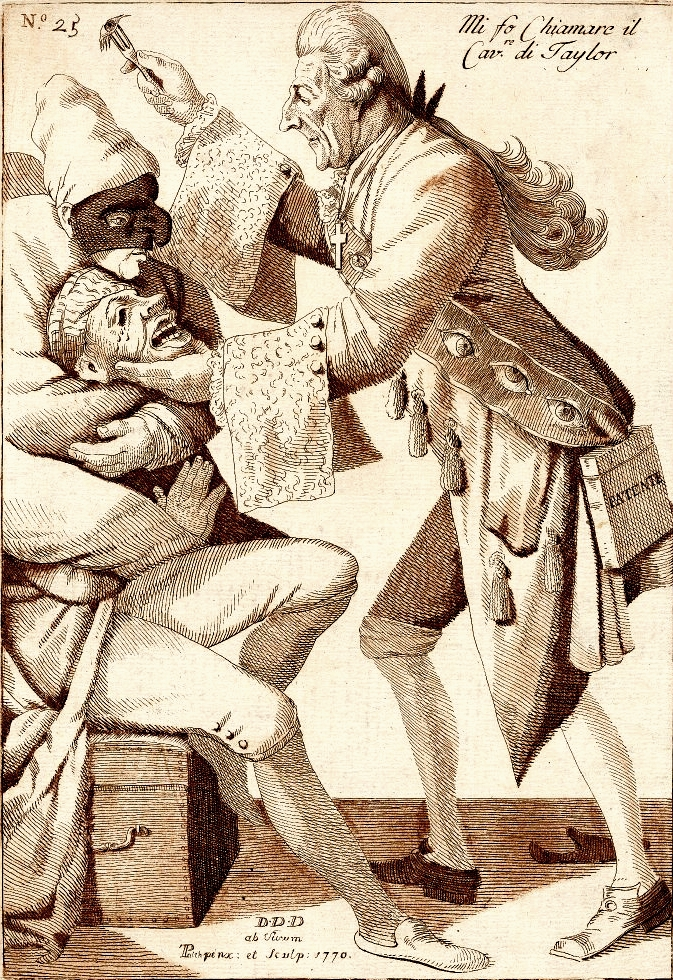
Mi fo Chiamare il Cav.^{re} di Taylor, caricatura del 1770.

Specializzato in interventi chirurgici per la cura della cataratta, Taylor, benché dimostrasse una certa abilità nel suo lavoro, si presentava però con metodi da ciarlatano. Con i titoli di Chevalier e di Optometrista Pontificio, Imperiale e Reale viaggiava a bordo di una sontuosa carrozza trainata da quattro cavalli e dipinta con immagini di occhi, seguìto da diversi valletti in livrea che fungevano da assistenti e da agenti pubblicitari.
In involontario aiuto di Taylor c'erano anche i giornalisti, spesso interessati più al sensazionalismo che alla fedele narrazione degli avvenimenti. Sulle gazzette, infatti, apparivano frequenti resoconti nei quali, oltre a esaltare la sua eccezionale maestria e l'arditezza delle sue operazioni, con toni quasi miracolistici era assicurata la completa guarigione dei suoi pazienti.
Il suo modus operandi era sempre uguale: arrivava in una città dopo essersi fatto annunciare dai suoi servitori con diversi giorni di anticipo, in modo da radunare la più grande folla possibile, e teneva una lunga ed erudita conferenza pubblica sulle malattie degli occhi di fronte al popolo e alle autorità cittadine. Durante la conferenza mostrava numerosi strumenti chirurgici, decantava le proprie lodi e faceva promesse eccezionali circa l'esito delle sue operazioni.
Nei giorni seguenti operava (ovviamente senza anestesia) chi ne faceva richiesta, bendava gli occhi dei pazienti con l'ordine di non rimuovere le fasciature prima di cinque o sei giorni, si faceva pagare e poi ripartiva, in modo da essere già lontano qualora i pazienti, una volta tolte le bende, avessero presentato complicazioni post-operatorie.
L'intervento alla cataratta, all'epoca, consisteva in un'incisione nel bulbo oculare attraverso la quale, con un ferretto, veniva schiacciato e abbassato il cristallino divenuto opaco, senza rimuoverlo. Spesso, dopo l'intervento, il cristallino si alzava nuovamente e tornava al suo posto, rendendo necessaria una seconda operazione. L'uso di strumenti non sterili rendeva l'intervento molto rischioso e l'esito era tutt'altro che certo: alcuni riacquistavano la vista, altri solo parzialmente e altri ancora diventavano ciechi.
Fra i suoi numerosi pazienti ebbe anche Edward Gibbon, Gottfried van Swieten, Johann Sebastian Bach e Georg Friedrich Händel. Le operazioni eseguite su questi ultimi due, però, ebbero esito infausto, portandoli alla cecità. Lo studioso Richard Zegers, in un articolo del 2005, scrisse che Taylor «accecò centinaia di pazienti». Le fonti attestano la presenza di Taylor in Francia e nella Repubblica delle Sette Province Unite fra il 1734 e il 1735, in Spagna e in Portogallo fra il 1737 e il 1742 (con un'apparizione a Lione, in Francia, nel 1739), a Rouen nel 1743, in Gran Bretagna dal 1744 al 1746, nuovamente nella Repubblica delle Sette Province Unite e nelle Fiandre nel 1747 e nel Sacro Romano Impero nel 1750.
Charles de Brosses, riferendosi a un pernottamento a Lione durante il quale ebbe occasione di conoscerlo, scrisse: «Mi divertii, durante la sosta, ad assistere alla singolare operazione di un medico inglese di nome Taylor, il quale leva il cristallino degli occhi forando la cornea o il bianco con un ferretto a punta lungo mezzo piede. L'operazione, che si chiama levare, o meglio, abbassare la cataratta, è estremamente curiosa e fu eseguita con molta abilità da quell'uomo, il quale però mi parve, per altri versi, un gran ciarlatano».

### Gli ultimi anni

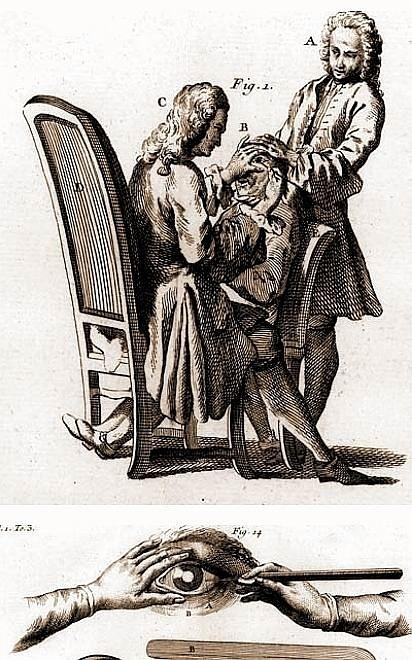
Un'operazione per la cura della cataratta. Dictionnaire Universel de Médecine (1746 circa).

Poco dopo la morte di Johann Sebastian Bach, avvenuta il 28 luglio 1750, un giornale prussiano attribuì in maniera diretta la scomparsa del compositore alle conseguenze delle due operazioni alle quali Taylor lo aveva sottoposto, e, alcuni giorni dopo, il re Federico II lo fece espellere dal Regno di Prussia. Il bando di Taylor venne motivato dicendo che ci fossero sospetti che fosse una spia, ma, in realtà, questa motivazione era generica ed era abitualmente utilizzata per allontanare girovaghi, imbonitori e persone che, per qualsiasi ragione, non risultavano gradite.
Taylor continuò le sue peregrinazioni in giro per l'Europa visitando il Meclemburgo, Amburgo e la Danimarca nel 1751, la Svezia nel 1752, la Russia fra il 1753 e il 1754, nuovamente il Sacro Romano Impero e la Boemia nel 1755, gli Stati preunitari italiani nel 1756, Vienna e Gand nel 1757 e di nuovo la Gran Bretagna fra il 1759 e il 1760. Poco si sa della vita di Taylor dopo il 1761, anno nel quale uscì una sua autobiografia caratterizzata da esagerazioni, sviste ed errori, dove i suoi successi erano enormemente ingigantiti e gli insuccessi quasi non erano menzionati.
La data e il luogo della sua morte non sono chiare e le fonti sono contrastanti: Charles Burney afferma che sia morto a Roma il 16 novembre 1770, mentre altri sostengono che sia morto in un monastero di Praga il 6 giugno 1772. I suoi metodi pubblicitari destarono l'ironia dei contemporanei e Taylor fu anche il soggetto di diversi libelli satirici, fra i quali The English imposter detected, or, The life and fumigation of the renown'd Mr. J-- T--, del 1732, e The Operator: a Ballad Opera, del 1740.
I giudizi su Taylor evidenziano che possedesse una solida cultura scientifica e che fosse un chirurgo molto preparato per gli standard dell'epoca, in grado di eseguire operazioni ardite e pionieristiche, spesso in condizioni difficili, ma concordano sul fatto che usasse metodi da ciarlatano e che non fosse sincero sull'esito dei propri interventi. Albrecht von Haller disse che era «un uomo abile, ma troppo temerario con le promesse».
William King scrisse: «Mi trovavo a Tunbridge, nel 1758, quando incontrai il cavaliere Taylor, il famoso oculista. Mi sembra che conosca alla perfezione l'anatomia degli occhi; possiede una buona manualità e buoni strumenti chirurgici ed esegue operazioni con notevole abilità». Il biografo George Coats lo descrisse così: «Aveva una buona conoscenza degli argomenti della sua professione. Era un acuto osservatore non privo di idee originali, ma la sua pratica era profondamente contaminata da metodi disonesti da ciarlatano».
Anche suo figlio omonimo, John Taylor (1724-1787), svolse la professione medica, divenendo oculista del re Giorgio III, così come seguì le stesse orme il nipote, chiamato anch'egli John Taylor (1757-1832), che fu oculista dei re Giorgio III e Giorgio IV.

## Pubblicazioni
Uomo di vasta cultura, John Taylor si interessò principalmente ai problemi della cataratta, del glaucoma e dello strabismo e fu il primo a descrivere il cheratocono. Fu inoltre autore di numerosi trattati medici in diverse lingue, fra i quali si citano:
- An Account of the Mechanism of the Eye (Norwich, 1727).
- Traité sur l'Organe immédiate de la vue (Parigi, 1735).
- Treatise on the Chrystalline Humour of the Human Eye, or, of the Cataract and Glaucoma (Londra, 1736).
- Le Mécanisme ou Le Nouveau Traité de l'Anatomie du Globe de l'Œil (Parigi, 1738).
- Syllabus Cursus Anatomiae (Londra, 1743).
- The case of Sir Jeremy Sambrooke Baronet, fairly and impartially stated (Londra, 1743).
- An Impartial Enquiry into the seat of the Immediate Organ of Sight (Londra, 1743).
- Nosographia Ophthalmica (?, 1746).
- Raccolta delle Opere Scritte e Pubblicate in Differenti Lingue dal Cavaliere Giovanni di Taylor (Roma, 1747).
- An Exact Account of 243 Diseases to which the Eye and its Coverings are Exposed (Edimburgo, 1749).
- Mechanismus oder Neue Abhandlung von der künstlichen Zusammensetzung des menschlichen Auges (Francoforte sul Meno, 1750).
- Sammlung von Urtheilen der vornehmsten Academien von Europa über den beglückten Fortgang der Operation des Herrn Johann Taylor (Francoforte sul Meno, 1750).
- Imparziale ricerca della vera sede dell'organo immediato della vista (Bologna, 1754).
- Morbi Oculorum Systematice Collecti (Roma, 1754).
- Spiegazione d'un trattato universale sulla natura e sulla cura delle malattie degl'occhi, e sulle parti che gli circondano (Venezia, 1754).
- Mostra d'un corso di 45 lezioni pubbliche sopra l'arte di conservar la vista in uno stato perfetto (?, 1754).
- Dissertazione sopra l'arte ed un modo nuovo di ristabilire la vista, quando è perduta mediante un vizio nell'umor cristallino (Pesaro, 1755).
- Dissertazione sopra l'arte di conservare la vista (Venezia, 1756).
- Dissertazione sopra l'arte di ristabilire la sana posizione degli occhi, prodotta da un vizio conosciuto sotto nome di strabismo, o sia guardar losco (Milano, 1756).
- A plan of a specimen of lectures, or, Academical extempory discourses on the eye (Londra, 1760).
- The History of the Travels and Adventures of the Chevalier John Taylor, Opthalmiater Pontifical, Imperial, and Royal, etc., Written by himself (autobiografia, Londra, 1761).
- Nova Nosographia Ophthalmica (Amburgo e Lipsia, 1766).